# Marterachtigen
De marterachtigen (Mustelidae) vormen een familie uit de orde der roofdieren (Carnivora). De familie is over de gehele wereld verspreid en bestaat uit circa zeventig verschillende soorten. Tot de familie behoren hermelijnen, wezels, bunzingen, dassen, otters, nertsen en marters. Voorheen werden ook de stinkdieren tot deze familie gerekend, maar die worden door veel wetenschappers in een eigen familie geplaatst, de Mephitidae.
Marterachtigen komen op alle continenten voor, met uitzondering van Australië (alhoewel sommige soorten daar zijn ingevoerd) en Antarctica, in een grote variëteit aan biotopen, van zeeën tot hooggebergten, en van woestijnen tot toendra's. Ze verschillen in grootte van de 35 gram zware wezel (Mustela nivalis) tot de 30 kilogram zware veelvraat (Gulo gulo) en de 32 kilogram zware reuzenotter (Pteronura brasiliensis).
De meeste soorten produceren een sterke geur door middel van de anaalklieren. Net als andere vleeseters hebben ze grote scherpe hoektanden en knipkiezen. Ze hebben veelal een lang lichaam met korte poten, een opvallende staart en een dikke vacht. De meeste soorten zijn goede klimmers. Mannetjes zijn over het algemeen groter dan vrouwtjes. Het zijn hoofdzakelijk nachtdieren. Sommige soorten leveren een mooie pels en worden daarom gefokt of bejaagd.

## Indeling
Systematische soortindeling van de familie der marterachtigen.
- Familie Mustelidae - Marterachtigen
  - Onderfamilie Lutrinae - Otterachtigen
    - Geslacht Aonyx
      - Kaapse otter (Aonyx capensis)
      - Aonyx congicus
      - Kleinklauwotter, dwergotter of sero (Aonyx cinereus, voorheen behorend tot het geslacht Amblonyx)

    - Geslacht Enhydra
      - Zeeotter (Enhydra lutris)

    - Geslacht Lontra
      - Lontra annectens
      - Rivierotter of Noord-Amerikaanse otter (Lontra canadensis)
      - Kustotter of Chungungo-otter (Lontra felina)
      - Langstaartotter (Lontra longicaudis)
      - Zuidelijke rivierotter of Patagonische otter (Lontra provocax)

    - Geslacht Lutra (Gewone otters)
      - Otter, Europese otter of visotter (Lutra lutra)
      - Sumatraanse otter, haarneusotter of barano (Lutra sumatrana)
      - Japanse otter (Lutra nippon) †[4]

    - Geslacht Hydrictis
      - Vlekhalsotter of halsvlekotter (Hydrictis maculicollis)

    - Geslacht Lutrogale
      - Slanke otter of simoeng (Lutrogale perspicillata)

    - Geslacht Pteronura
      - Reuzenotter (Pteronura brasiliensis)

  - Onderfamilie Melinae - Dasachtigen
    - Geslacht Arctonyx
      - Noordelijke varkensdas (Arctonyx albogularis)
      - Varkensdas of zwijnsdas (Arctonyx collaris)
      - Sumatraanse varkensdas (Arctonyx hoevenii)

    - Geslacht Meles
      - Japanse das (Meles anakuma)
      - Meles canescens
      - Aziatische das (Meles leucura)
      - Das of Europese das (Meles meles)

  - Onderfamilie Helictidinae - Zonnedassen
    - Geslacht Melogale
      - Melogale cucphuongensis uit Noord-Vietnam[5]
      - Borneose zonnedas (Melogale everetti)
      - Chinese zonnedas (Melogale moschata)
      - Javaanse zonnedas (Melogale orientalis)
      - Birmese zonnedas (Melogale personata)
      - Melogale subaurantiaca

  - Onderfamilie Taxidiinae - Zilverdassen
    - Geslacht Taxidea
      - Zilverdas of Amerikaanse das (Taxidea taxus)

  - Onderfamilie Mellivorinae - Honingdassen
    - Geslacht Mellivora
      - Honingdas of ratel (Mellivora capensis)

  - Onderfamilie Ictonychinae (voorheen Galictidinae)[6][7] - Grisons en verwanten
    - Geslacht Galictis
      - Grison (Galictis vittata)
      - Kleine grison (Galictis cuja)

    - Geslacht Lyncodon
      - Patagonische wezel (Lyncodon patagonicus)

    - Geslacht Ictonyx
      - Zorilla of gestreepte bunzing (Ictonyx striatus)
      - Libische gestreepte wezel, gestreepte wezel of Libische zorilla (Ictonyx libyca)

    - Geslacht Poecilogale
      - Witnekwezel (Poecilogale albinucha)

    - Geslacht Vormela
      - Gevlekte bunzing (Vormela peregusna)

  - Onderfamilie Guloninae (voorheen Martinae)[6][7] - Echte marters
    - Geslacht Martes (Marters)
      - Amerikaanse marter (Martes americana)
      - Martes caurina
      - Steenmarter of fluwijn (Martes foina)
      - Boommarter of edelmarter (Martes martes)
      - Japanse marter (Martes melampus)
      - Sabelmarter (Martes zibellina)
      - Maleise bonte marter of geelkeelmarter (Martes flavigula)
      - Nilgirimarter, Indische bonte marter of Zuid-Indiase marter (Martes gwatkinsii)

    - Geslacht Pekania
      - Vismarter (Pekania pennanti)

    - Geslacht Gulo
      - Veelvraat of warg (Gulo gulo)

    - Geslacht Eira
      - Tayra (Eira barbara)

  - Onderfamilie Mustelinae - Wezelachtigen
    - Geslacht Mustela (Wezels en verwanten)
      - Mustela aistoodonnivalis
      - Wezel (Mustela nivalis)
      - Siberische wezel (Mustela sibirica)
      - Bergwezel of alpenwezel (Mustela altaica)
      - Rugstreepwezel (Mustela strigidorsa)
      - Japanse wezel (Mustela itatsi)
      - Geelbuikwezel (Mustela kathiah)
      - Naaktzoolwezel (Mustela nudipes)
      - Javaanse wezel (Mustela lutreolina)
      - Hermelijn (Mustela erminea)
      - Amerikaanse hermelijn (Mustela richardsonii)
      - Mustela haidarum
      - Bunzing (Mustela putorius)
      - Fret (Mustela furo)
      - Steppebunzing (Mustela eversmanni)
      - Zwartvoetbunzing (Mustela nigripes)
      - Europese nerts (Mustela lutreola)

    - Geslacht Neogale
      - Amazonewezel of tropische wezel (Neogale africana)
      - Colombiaanse wezel (Neogale felipei)
      - Langstaartwezel (Neogale frenata)
      - Amerikaanse nerts of mink (Neogale vison)
      - Zeemink (Neogale macrodon)†

## Afbeeldingen

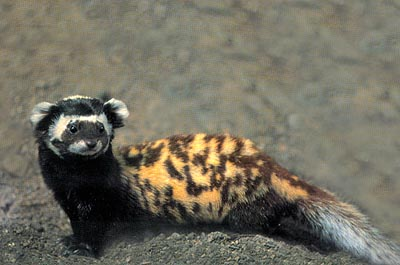
De gevlekte bunzing (Vormela peregusna) is een soort die voorkomt op de steppen van Oost-Europa en Centraal-Azië.
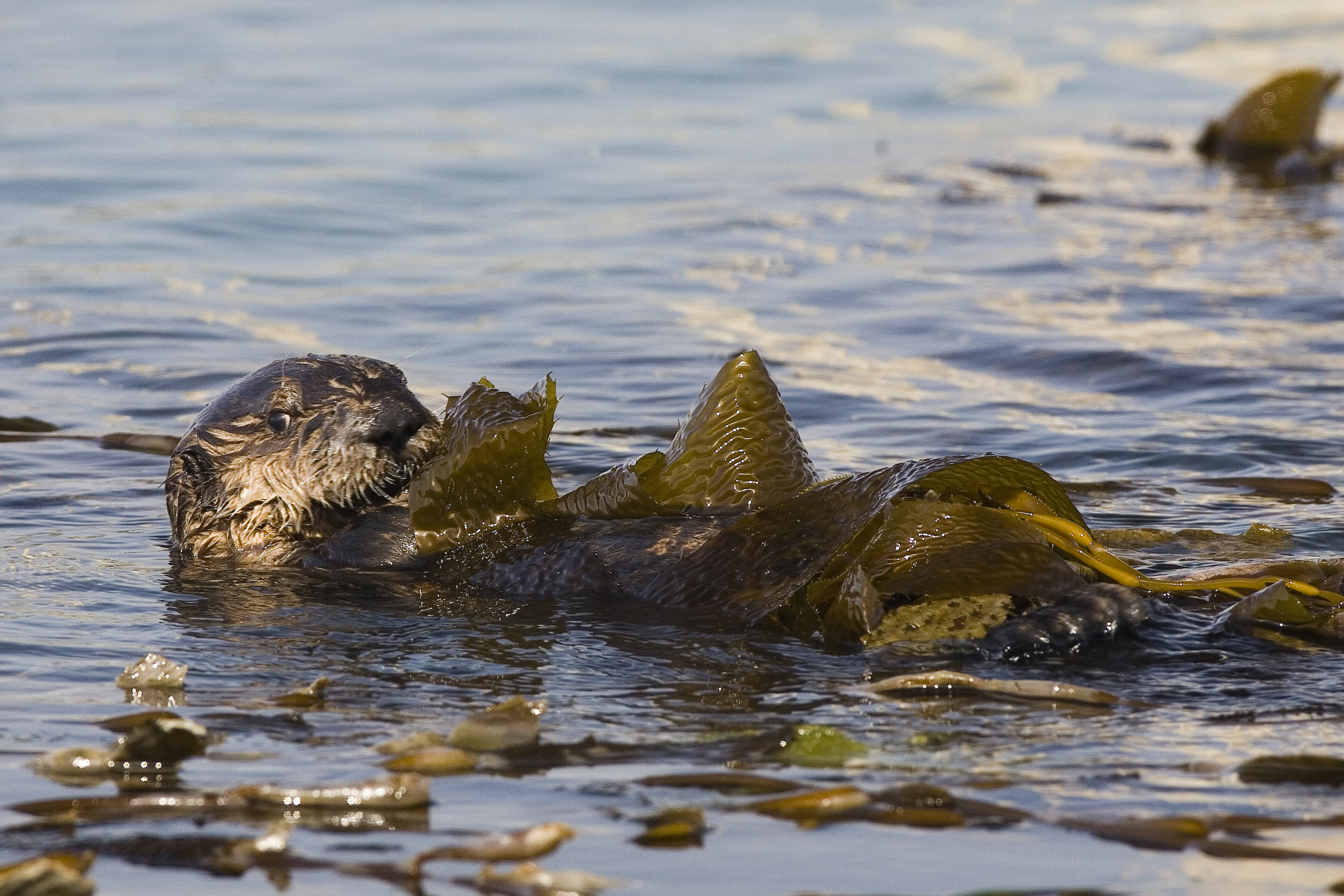
De zeeotter (Enhydra lutris) leeft langs de noordelijke kusten van de Grote Oceaan.
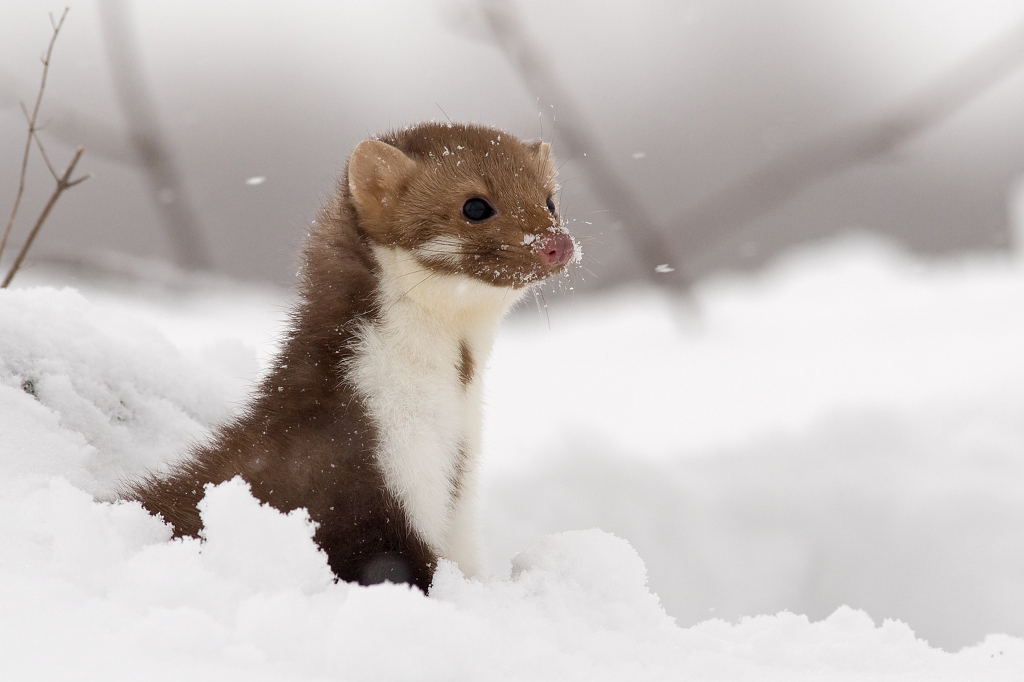
Steenmarters (Martes foina) leven onder meer ook in Nederland.
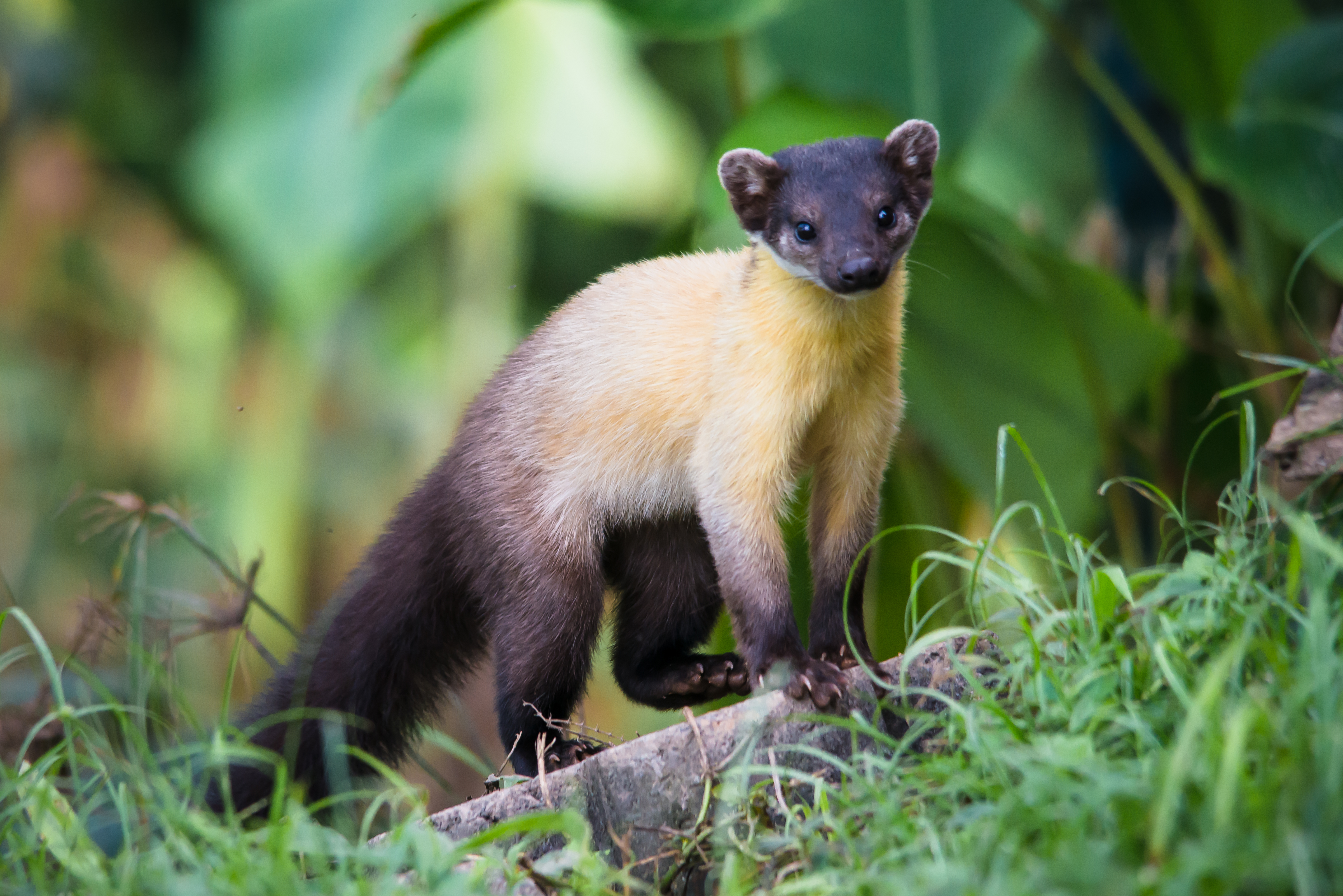
De Maleise bonte marter (Martes flavigula), een marterachtige uit Oost-Azië.
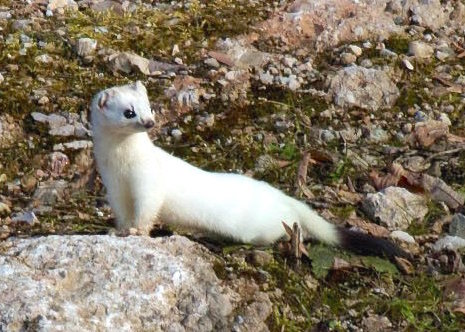
De hermelijn (Mustela erminea), een ook in Nederland voorkomende marterachtige.
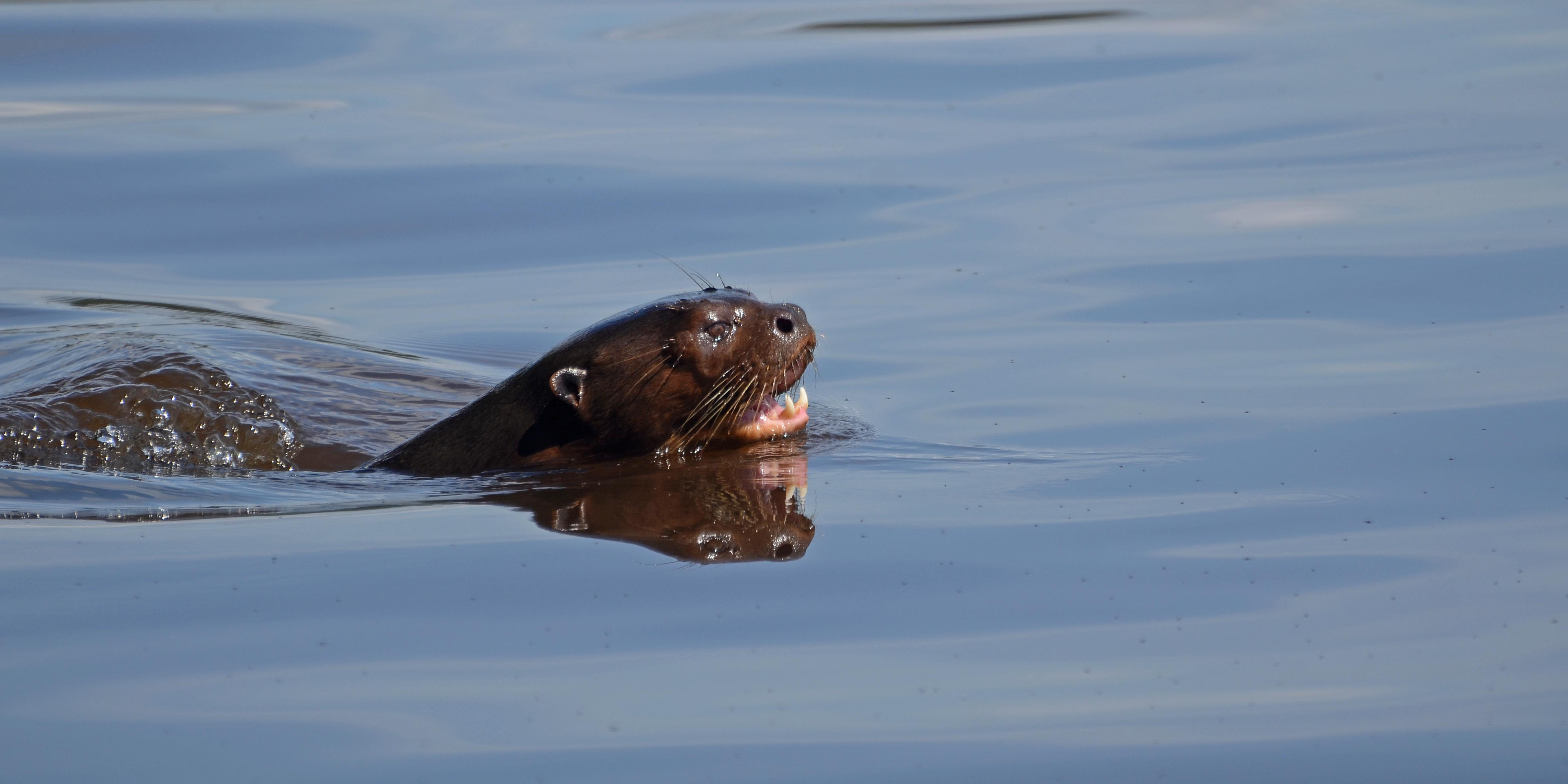
De reuzenotter (Pteronura brasiliensis) komt voor in het Amazonegebied van Zuid-Amerika.
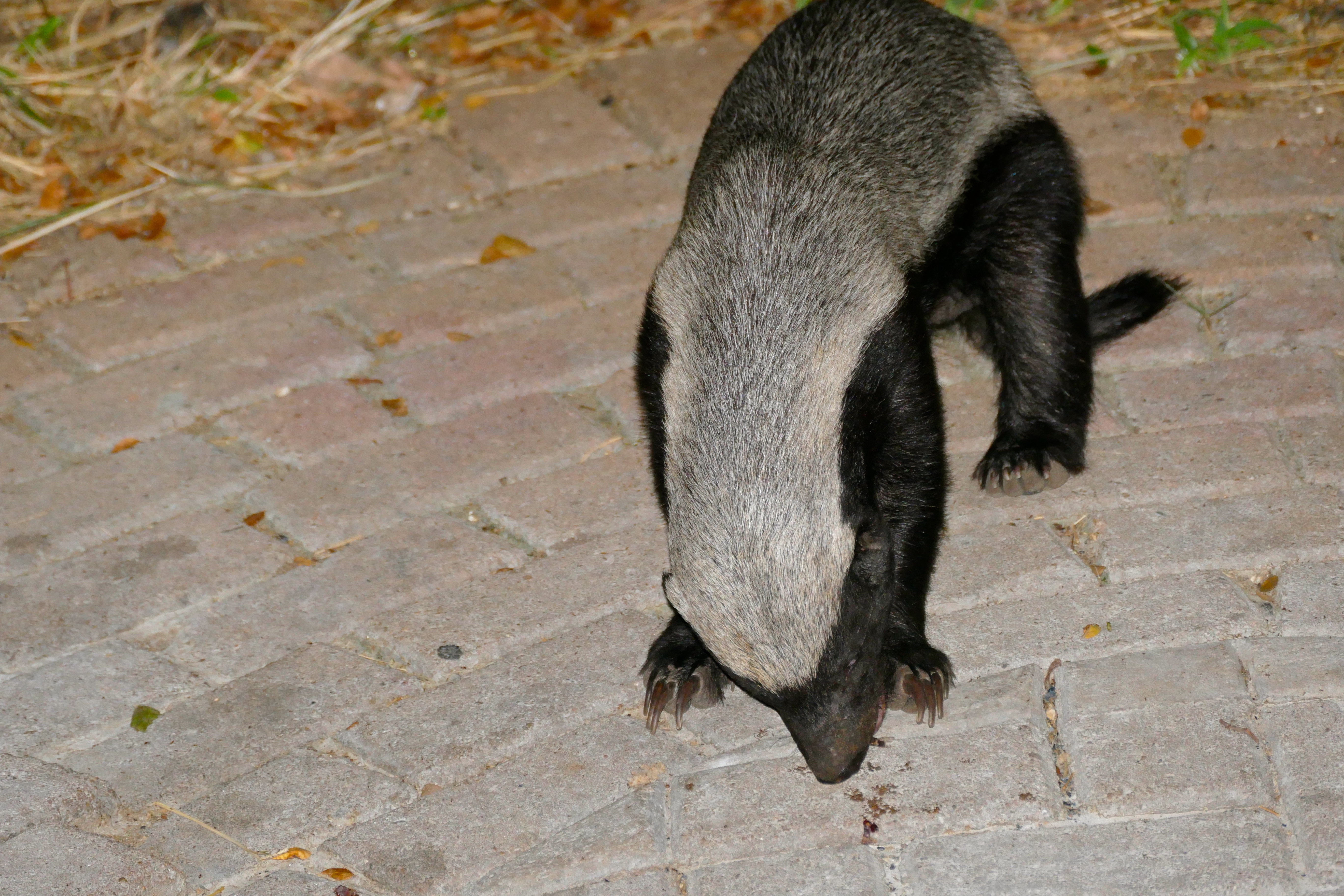
Een honingdas (Mellivora capensis) in Nationaal Park Kruger.